# فهرست فیلم‌های ایرانی سال ۱۳۷۹
فهرست فیلم‌های ایرانی سال ۱۳۷۹

## فهرست
| عنوان                           | کارگردان              | نویسنده                      | بازیگران |
| ------------------------------- | --------------------- | ---------------------------- | --- |
| آب و آتش                        | فریدون جیرانی         | فریدون جیرانی                | پرویز پرستویی |
| آبی                             | حمید لبخنده           | حمید لبخنده                  | هدیه تهرانی |
| آخر بازی                        | همایون اسعدیان        | همایون اسعدیان               | |
| آقای رئیس جمهور                 | ابوالقاسم طالبی       | ابوالقاسم طالبی              | یوسف مرادیان |
| آواز قو                         | سعید اسدی             |                              | |
| آوازخوان                        | کاظم معصومی           |                              | یوسف مرادیان |
| از صمیم قلب                     | بهرام کاظمی           | محسن دامادی                  | |
| از کنار هم می‌گذریم              | ایرج کریمی            |                              | مهران رجبی |
| ازدواج غیابی                    | کاظم معصومی           |                              | احمدرضا عابدزاده |
| انتظار                          | محمد نوری‌زاد          |                              | محمدعلی کشاورز |
| ای‌بی‌سی آفریقا                   | عباس کیارستمی         | عباس کیارستمی                | عباس کیارستمی |
| باران                           | مجید مجیدی            | مجید مجیدی                   | حسین عابدینی، رضا ناجی، حسین محجوب، کریستوفر مالکی |
| بچه‌های بد                       | علی‌رضا داوودنژاد      | رضا داوودنژاد                | رضا داوودنژاد |
| بچه‌های دریا                     | محسن شاه‌محمدی         |                              | |
| بهشت از آن تو                   | علی‌رضا داوودنژاد      |                              | |
| بیست و یک اینچ                  |                       |                              | |
| پارتی                           | سامان مقدم            | سامان مقدم                   | هدیه تهرانی |
| پر پرواز                        | خسرو معصومی           |                              | شادمهر عقیلی |
| پروانه‌های پشت دیوار             |                       |                              | مجید مشیری |
| ترکش‌های صلح                     | علی شاه‌حاتمی          |                              | |
| تو آزادی                        | محمدعلی طالبی         | محمدعلی طالبی                | عبدالرضا اکبری |
| چتری برای دو نفر                | احمد امینی            |                              | هدیه تهرانی |
| چوری                            |                       |                              | |
| خاکستری                         |                       | تهمینه میلانی                | |
| دبستان شوک                      | کاظم معصومی           |                              | |
| دختری به نام تندر               | حمیدرضا آشتیانی‌پور    |                              | خسرو شکیبایی |
| دعوت به شام                     | داوود موثقی           | داوود موثقی                  | یوسف مرادیان |
| دلبران                          | ابوالفضل جلیلی        | ابوالفضل جلیلی               | |
| راز شب بارانی                   | سیامک اطلسی           | سیامک اطلسی                  | |
| رقص با رؤیا                     | محمود کلاری           | محمود کلاری                  | |
| رقص شیطان                       | اسماعیل براری         |                              | ابوالفضل پورعرب |
| رنگ شب                          | محمدعلی سجادی         | محمدعلی سجادی                | |
| روزی که زن شدم                  | مرضیه مشکینی          | محسن مخملباف، مرضیه مشکینی   | شبنم طلوعی |
| زندان زنان                      | منیژه حکمت            | فرید مصطفوی، منیژه حکمت      | پگاه آهنگرانی، رویا تیموریان، مریم بوبانی، رؤیا نونهالی، فرخنده فرمانی زاده، گلاب آدینه |
| زیر پوست شهر                    | رخشان بنی‌اعتماد       | رخشان بنی‌اعتماد، فرید مصطفوی | گلاب آدینه |
| زیر نور ماه                     | رضا میرکریمی          | رضا میرکریمی                 | مهران رجبی، فرشته صدرعرفایی |
| سام و نرگس                      | ایرج قادری            | ایرج قادری                   | محمدرضا گلزار، نوشین خانی |
| سفر سرخ                         | حمید فرخ‌نژاد          |                              | |
| سفر قندهار                      | محسن مخملباف          | محسن مخملباف                 | نیلوفر پذیرا |
| سفره ایرانی                     | کیانوش عیاری          | کیانوش عیاری                 | پروانه احمدی |
| سمفونی تاریک                    | محمد عرب              |                              | شقایق فراهانی |
| شب زیر آسمان                    |                       |                              | |
| شب‌های تهران                     | داریوش فرهنگ          | تهمینه میلانی                | میترا حجار، شقایق فراهانی |
| شور عشق                         | نادر مقدس             |                              | |
| شهرت                            | ایرج قادری            | محمدهادی کریمی               | شقایق فراهانی |
| شیفته                           | محمدعلی سجادی         | محمدعلی سجادی                | |
| صدای سخن عشق                    |                       |                              | |
| عقل سرخ                         | بهرام توکلی           | بهرام توکلی                  | |
| علف‌های هرز                      | قدرت‌الله صلح‌میرزایی   |                              | |
| علی و دنی                       | وحید نیکخواه‌آزاد      | کامبوزیا پرتوی               | |
| فوتبالیست‌ها                     | علی‌اکبر ثقفی          |                              | علی پروین |
| قطعه ناتمام                     | مازیار میری           | کامبوزیا پرتوی               | |
| قلعه یاسین                      | اسماعیل رحیم‌زاده      |                              | |
| کسوفی که از آسمان به زمین افتاد | مانی پتگر             |                              | |
| لوکوموتیوران                    | اصغر نصیری            |                              | میرمحمد تجدد |
| مارال                           | مهدی صباغ‌زاده         | محمدهادی کریمی               | |
| مانی و ندا                      | پرویز صبری            |                              | |
| مریم                            |                       |                              | مازیار جبرانی |
| مسافر ری                        | سید داود میرباقری     |                              | داریوش ارجمند |
| موج مرده                        | ابراهیم حاتمی‌کیا      |                              | پرویز پرستویی |
| مونس                            | حمید رخشانی           | حمید رخشانی                  | |
| نوبت دوم                        |                       |                              | |
| نسل بی دفاع                     | محمد معماری,حجت بقایی | کار گروه نویسندگان           | |
| نیمه پنهان                      | تهمینه میلانی         |                              | نیکی کریمی |
| هزاران زن مثل من                | رضا کریمی             |                              | نیکی کریمی |
| هفت پرده                        | فرزاد مؤتمن           |                              | |
| همسر دلخواه من                  | افشین شرکت            | افشین شرکت                   | ابوالفضل پورعرب |
| یکی بود یکی نبود                | ایرج طهماسب           | حمید جبلی                    | فاطمه معتمدآریا، ایرج طهماسب، مجید صالحی، افشین سنگ‌چاپ، رزیتا غفاری، رابعه اسکویی، اکبر عبدی، علی‌رضا خمسه، حمید جبلی، بهمن مفید، سیروس گرجستانی، بابک برزویه، سپهر آزادی، گیتی معینی، خسرو احمدی، هوشنگ قوانلو، فرج مولایی، هنگامه مفید، فرشته صدرعرفایی |